# Ancorina repens
Ancorina repens är en svampdjursart som beskrevs av Wiedenmayer 1989. Ancorina repens ingår i släktet Ancorina och familjen Ancorinidae. Inga underarter finns listade i Catalogue of Life.